# 이매뉴얼 음볼라
이매뉴얼 음볼라(영어: Emmanuel Mbola, 1993년 5월 10일 ~ )는 잠비아의 축구 선수로, 은카나에서 뛰고 있다. 그는 왼발잡이이고 주로 수비수이다. 2008년과 2016년 사이에 그는 잠비아 국가대표팀에서 54경기에 출전했다.

## 구단 경력
카브웨에서 태어난 음볼라는 2007년 잠비아의 미닝 레인저스에서 선수 생활을 시작했고, 2008년에 또 다른 잠비아의 클럽 자나코에 입단했다. 2009년 1월, 그는 아르메니아의 퓨니크에 의해 스카우트되어 그들에 합류했다. 그는 UEFA 챔피언스리그에 출전한 첫 잠비아인이 되었고, 2009년 7월 14일 디나모 자그레브와의 경기에서 그의 새로운 클럽을 대표하여 0-0으로 비겼다.
2010년 2월 잉글랜드 클럽 토트넘으로 이적하고 2010년 가을 아스널에서 재판을 받은 그는 퓨니크로 이적한 것과 그 후 콩고 민주 공화국 클럽인 TP 마젬베로 이적한 것과 관련된 지속적인 이적설에 휘말렸다. 이는 2010년 9월 FIFA가 음볼라가 미성년일 때 프로 계약을 맺도록 주선한 것이 잘못됐다고 판결하면서 해결되었고, 이로 인해 FIFA는 아르메니아 클럽이 보유한 국제 이적 인증서(ITC)를 취소했다. 이 판결은 음볼라가 공식적으로 TP 마젬베에 합류할 수 있다는 것을 의미했다.
그는 2012년 2월 포르투갈의 포르투와 1년 임대 계약을 체결했다. 2013년 9월 2일, 음볼라는 리갓 하알의 하포엘 라아나나 AFC와 계약을 체결했다.

## 국가대표팀 경력
그는 또한 2008년 데뷔 이래로 26번의 국제 경기에 참가한 잠비아 국가대표팀의 일원이며 잠비아와 아프리카 축구에서 가장 유망한 재능 중 하나로 여겨진다. 음볼라는 아프리카 네이션스컵에서 경기를 한 두 번째로 어린 선수이다.